# André Firmenich
André-Frédéric Firmenich (ur. 26 marca 1905 w Genewie, zm. 26 czerwca 1965 tamże) – szwajcarski żeglarz, trzykrotny olimpijczyk.
Syn Frédérica i brat Georges’a, również żeglarzy-olimpijczyków.

## Występy na igrzyskach olimpijskich
- Berlin 1936 – klasa 6 metrów – dyskwalifikacja – Ylliam II (Alexandre Gelbert, Frédéric Firmenich, Georges Firmenich, Louis Noverraz)
- Londyn 1948 – klasa 6 metrów – 7 – Ylliam VII (Henri Copponex, Émile Lachapelle, Louis Noverraz, Charles Stern, Marcel Stern)
- Helsinki 1952 – klasa 6 metrów – 6 – Ylliam VIII (Louis Noverraz, Charles Stern, François Chapot, Marcel Stern)